# István Hasznos
István Hasznos   (Szolnok, 8 de desembre de 1924 - Szolnok, 7 de maig de 1998) va ser un waterpolista i nedador hongarès que va competir entre les dècades de 1930 i 1960.
El 1952 va prendre part en els Jocs Olímpics de Hèlsinki, on va guanyar la medalla d'or en la competició de waterpolo. A nivell de clubs guanyà cinc lligues hongareses.
Com a nedador guanyà el títol nacional dels 100 metres lliures, així com quatre edicions de la Cursa del llac Balaton (1957, 1959, 1963, 1964).